# Sparabolle

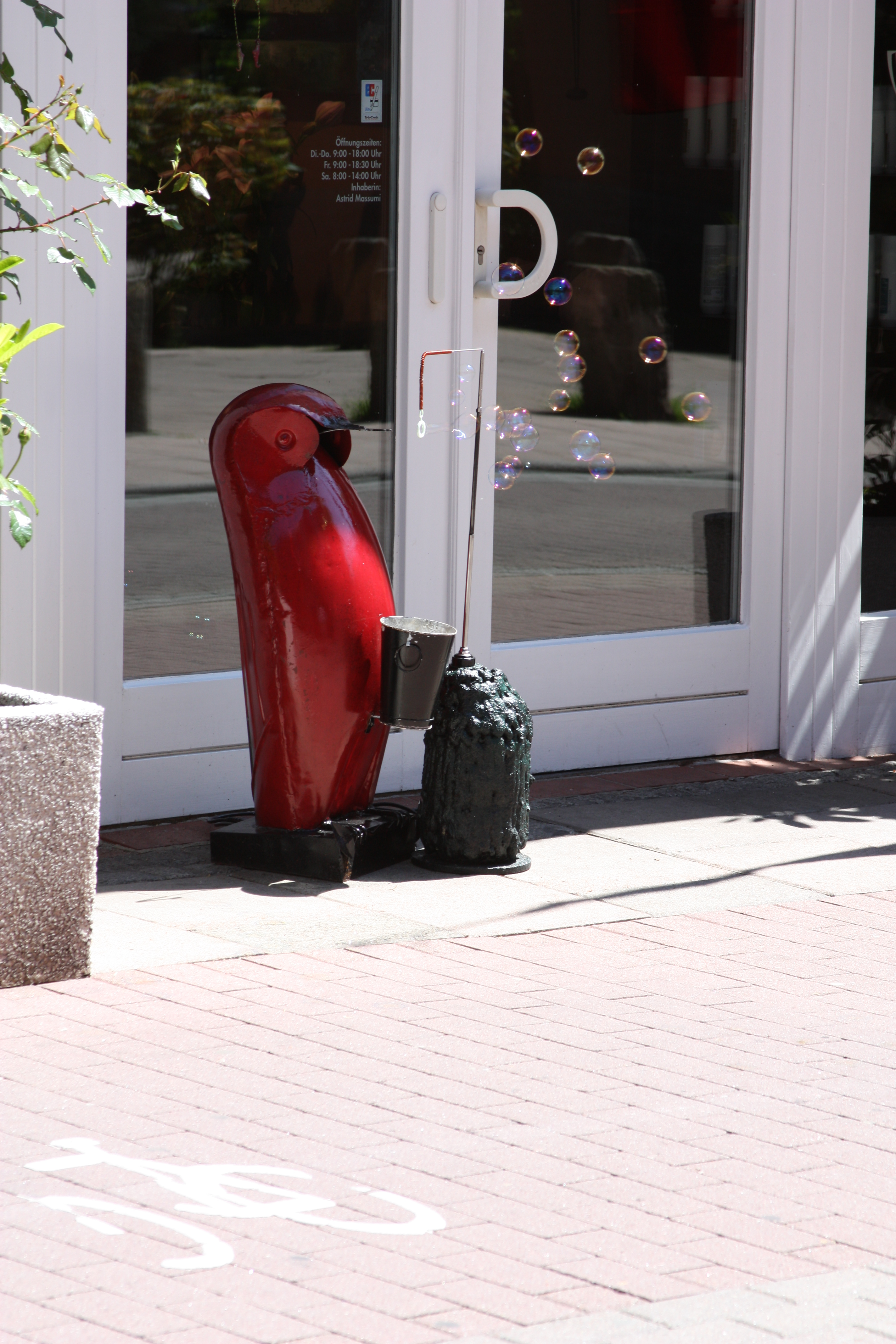
Uno sparabolle

Lo sparabolle è una macchina che produce bolle di sapone e le soffia nell'ambiente interno o esterno. Ne esistono vari modelli: quello professionale, quello da tavolo, il giocattolo sparabolle e così via.

## Composizione e funzionamento
È composto da interruttori di comando, da un recipiente per il sapone che va miscelato con acqua, da un elemento girante con più buchi rotondi per la produzione delle bolle, da una o più ventole per soffiare le bolle nell'ambiente e a seconda del modello anche da un carrello che consente oltre a poggiarla nel pavimento anche di spostarla in più punti della stanza. Viene impiegato per delle feste pubbliche o private come matrimoni. La versione da tavolo ha le stesse composizioni ed il funzionamento è lo stesso ma è alimentata a batteria. Per la corretta formazione delle bolle il sapone deve essere miscelato con acqua.

## Giocattoli sparabolle
I giocattoli sparabolle il cui funzionamento è lo stesso sono alimentati a batteria e sono composti da un pulsante per il funzionamento, da una ventola, da buchi per la produzione delle bolle e da un mini recipiente montabile per il sapone.

## Precauzioni
I giocattoli sparabolle per motivi di sicurezza sono vietati ai bambini al di sotto dei 3 anni. Inoltre i bambini dai 3 anni in su che li usano devono stare attenti in quanto possono ingerire delle parti correndo il rischio di soffocare e morire.
Nell'utilizzo sia dei giocattoli che dei macchinari sparabolle stare attenti inoltre a non ingerire le bolle in quanto è dannoso alla salute.